# Pontal
Pontal o la Playa de Pontal (en portugués: Praia do Pontal) es una pequeña zona que consiste en una península y una playa en el sector conocido como Recreio dos Bandeirantes (o simplemente Recreio), ubicado en la Zona Oeste de la ciudad de Río de Janeiro, al sur de Brasil que fue usado como una sede temporal en las Olimpiadas de Verano de 2016. Entre las competiciones realizadas se pueden mencionar el Atletismo (carrera a pie) y el Ciclismo (contrarreloj).

## Véase también

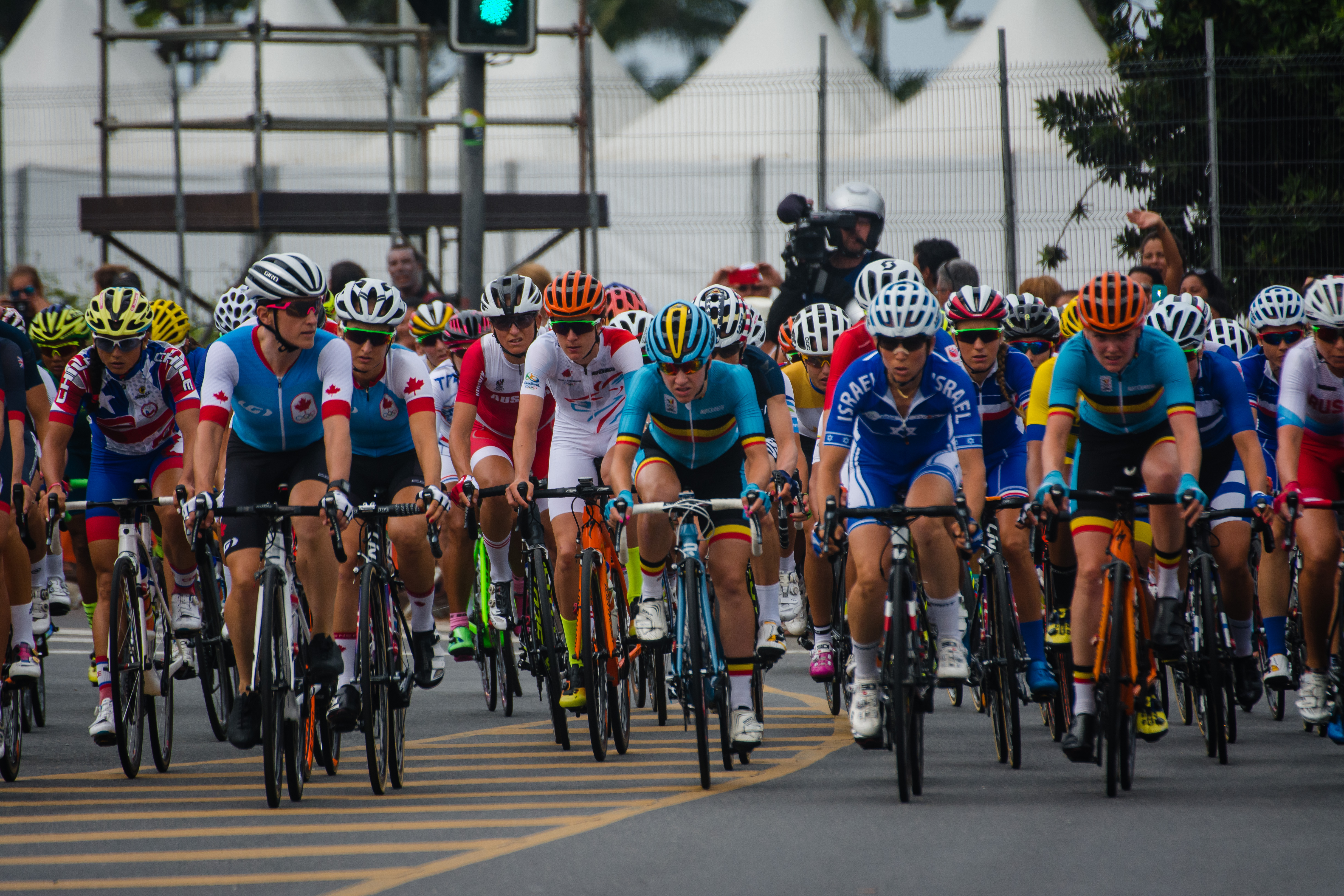
Prueba de Ciclismo en la playa